# 하얀 파라솔
〈하얀 파라솔〉(일본어: 白いパラソル 시로이파라소루[*])는 일본의 가수 마츠다 세이코의 여섯 번째 싱글 앨범으로, 1981년 7월 21일 발매되었다. (7" Vinyl: 07SH-1026) 곡의 작사는 마츠모토 타카시, 작곡은 자이츠 카즈오 (財津和夫), 편곡을 오무라 마사아키 (大村雅朗)가 맡았다. 이후 마츠다 세이코의 수많은 곡에 가사를 붙인 마츠모토가 작사에 처음으로 참여한 작품이다. B사이드 곡은 〈꽃 일색 ~들국화의 속삭임~〉(花一色〜野菊のささやき〜 하나히토이로 노기쿠노사사야키[*])이며, 작사 및 작곡가는 동일하고,  편곡만 세오 이치조 (瀬尾一三)가 맡았다. 이 곡은 마츠다가 처음으로 주연을 맡은 영화 《들국화의 묘》(野菊の墓)의 주제가로 사용되었다. 
흔히 더 베스트텐 역사상 최초의 '차트에 등장하자마자 1위를 차지한 곡'으로 알려져 있으나 사실은 조금 다르다. 정확하게는 '차트 10위권 이내로 들자마자 1위를 차지한 것'이 처음이라는 이야기로서, 1981년 8월 13일 (184회) 방송분에서 〈하얀 파라솔〉이 1위를 차지했으나, 바로 직전인 8월 6일 (183회)에 이 곡은 차트에 처음 진입하여 11위를 기록했다.  사실 운이 조금 따른 기록이기도 한데, 더 베스트텐은 오리콘, 뮤직 라보, 뮤직 리서치까지 3사의 랭킹 순위를 종합한 것에 몇 가지를 더 집계하여 순위를 매기지만, 8월 6일 첫 진입 당시에 뮤직 라보가 집계를 하지 않았기에, 뮤직라보의 기록은 그 전주 (前週)의 기록을 그대로 사용했다. 결과적으로 183회 방송분에서 사용된 자료가 오리콘은 1위 (전주 22위), 뮤직 리서치도 1위 (전주 24위)였으나, 뮤직 라보에서는 그대로 21위였기 때문에, 첫 진입 순위가 대폭 떨어져 차트 10위권 밖으로 밀려났던 것이다. 

## 수록곡
| #            | 제목                                                         | 작사            | 작곡          | 편곡            | 재생 시간 |
| ------------ | ------------------------------------------------------------ | --------------- | ------------- | --------------- | --------- |
| 1.           | 〈〈하얀 파라솔〉〉 (白いパラソル)                           | 마츠모토 타카시 | 자이츠 카즈오 | 오무라 마사아키 | 3:29      |
| 2.           | 〈〈꽃 일색 ~들국화의 속삭임~〉〉 (花一色〜野菊のささやき〜) | 마츠모토 타카시 | 자이츠 카즈오 | 세오 이치조     | 4:19      |
| 총 재생 시간 | 총 재생 시간                                                 | 총 재생 시간    | 총 재생 시간  | 총 재생 시간    | 7:48      |